# Associacionismo
A teoria associacionista, antecessora do comportamentalismo ou behaviorismo, inspirada na filosofia empirista e positivista, atribuiu exclusivamente  ao ambiente a constituição das características  humanas e privilegia a experiência como fonte do conhecimento e de formação de hábitos de comportamento. Assim as características individuais são determinadas por fatores externos ao indivíduo. É a ideia de que os processos mentais operam pela associação de um estado mental com seus estados sucessores. Sustenta que todos os processos mentais são compostos de elementos psicológicos discretos e pelas suas combinações, que se acredita serem compostos de sensações ou sentimentos simples. Na filosofia, essa ideia é vista como o resultado do empirismo e da sensação.
Nesta abordagem, desenvolvimento e aprendizagem se confundem e ocorrem simultaneamente. O conceito abrange uma teoria psicológica, bem como uma base filosófica abrangente e metodologia científica.
O associacionismo ou conexionismo se interessa pela investigação de animais em condições controladas de laboratório. Segundo essa perspectiva, o estudo do comportamento animal permite acesso ao modo humano de solucionar problemas.
O termo associacionismo origina-se da concepção de que a aprendizagem se dá por um processo de associação de ideias - Das mais simples às mais complexas. Assim, para aprender um conteúdo complexo, a pessoa precisaria primeiro aprender as ideias mais simples, que estariam associadas àquele conteúdo.
"A aprendizagem é realizada por mero acidente, sem participação inteligente e compreensiva de quem a realiza, pelo fortalecimento da resposta correta dentre muitas esboçadas, pela influência do exercício e do efeito."
Edward Lee Thorndike formulou a Lei do Efeito, que seria de grande utilidade para a Psicologia Comportamentalista. De acordo com essa lei, todo comportamento de um organismo vivo tende a se repetir, se for recompensado (efeito) assim que o comportamento for emitido. Por outro lado, o comportamento tenderá a não acontecer se o organismo for castigado (efeito) após a sua ocorrência. 
Pela Lei do Efeito, o organismo vai associar essas situações com outras semelhantes.
O associacionismo também atribui à ideia-imagem a figura de fundo, ou seja, o conjunto engloba outros fatores que por si só representam outro sentido para o todo.

## História
A ideia é primeiramente registrada por Platão e Aristóteles, especialmente no que se refere à sucessão de memórias. Membros da "Escola de Associação" principalmente britânica, incluindo John Locke, David Hume, David Hartley, Joseph Priestley, James Mill, John Stuart Mill, Alexander Bain e Ivan Pavlov, afirmaram que o princípio é aplicado a todos ou a muitos processos mentais. Os membros posteriores da escola desenvolveram princípios muito específicos, elaborando como as associações funcionaram e até mesmo um mecanismo fisiológico sem semelhança com a neurofisiologia moderna. 
Para uma explicação mais completa da história intelectual do associacionismo e da "Escola Associativa", veja  associação de ideias .
Algumas das ideias da Escola Associação antecipavam os princípios do condicionamento clássico e seu uso em psicologia comportamental.